# World Trade Center Barcelona
World Trade Center Barcelona (Światowe Centrum Handlu Barcelona) – park biznesu w Barcelonie, w Hiszpanii, otwarty 22 lipca 1999. 

## Charakterystyka
Położony jest na nabrzeżu w pobliżu barcelońskiego portu, w dzielnicy Port Vell, w niewielkiej odległości od centrum miasta. Zaprojektowany został przez amerykańskiego architekta Henry'ego N. Cobba. Kompleks przypomina swoim kształtem statek żeglujący po Morzu Śródziemnym, dysponuje powierzchnią biurową 40 000 m² oraz 20 salami konferencyjnymi.
W czterech wieżach (północnej, wschodniej, południowej i zachodniej), ułożonych w formie okręgu znajdują się biura, centrum kongresowe oraz Hotel Grand Marina z 291 pokojami. Budynki tworzą centralny plac o powierzchni 2 500 m², wokół którego znajdują się restauracje, sklepy i centrum usługowe dla korzystających z parku biznesu. Centrum biznesowe ma łączną powierzchnię około 130 000 m². Znajdują się w nim biura o powierzchni sal od 30 do 816 m². W centrum istnieje możliwość zorganizowania spotkań biznesowych dla jednocześnie 8 projektów dla około 1500 uczestników. W jednym z budynków znajduje się również audytorium na 430 miejsc. Całość dysponuje także 900 miejscami parkingowymi.
Przy kompleksie znajduje się zespół kilku fontann, zaś pomiędzy budynkiem północnym i wschodnim istnieje taras widokowy z panoramą na port i miasto. W pobliżu znajduje się również stacja kolejki linowej „Port Vell” (hiszp. Teleférico del Puerto) prowadzącej z Barcelonety na wzgórze Montjuïc.